# Accio Zucco
Accio Zucco (Sommacampagna, XV secolo – Sommacampagna, XVI secolo) è stato un letterato, scrittore e traduttore italiano, noto solo per la sua traduzione delle Favole di Esopo, la prima ad essere tradotta in italiano.

## Biografia
La traduzione apparve sotto questo titolo: In Aesopi fabulas interpretatio per rhythmos in libellum Zucharinum inscriptum contexta, Verona, in-4 °. Questa edizione è molto rara. La descrizione dettagliata del volume può essere trovata nella Biblioteca degli autori antichi volgarizzati di Giacomo Maria Paitoni, nella Biblioteca dei volgarizzatori di Filippo Argelati e nel Manuel du libraire di Brunet.
Questo volume contiene sessantasette favole rese prima in versi elegiaci latini e poi in due sonetti, uno materiale e l'altro morale. Ogni favola è decorata con una stampa in legno, abbastanza ben incisa per l'epoca. La traduzione di Accio Zucco fu ristampata a Venezia nel 1481, 1483, 1497 e quattro volte nel XVI secolo. Il successo che questa versione ha continuato a ottenere è tanto più sorprendente dal momento che, già nel 1485, Francesco del Tuppo, uno scrittore napoletano, realizzò una traduzione migliore di quella del suo predecessore. Secondo il Quadrio, si deve considerare l'opera di Zucco solo come una libera imitazione dell'ex fabulista (vedi Storia d'ogni poesia, 4, 102).